# Floriana Bertone
Pour les personnes ayant le même patronyme, voir Bertone.
Floriana Bertone (née le 19 novembre 1992 à Coni) est une joueuse italienne de volley-ball. Elle mesure 2,02 m et joue au poste de centrale. 

## Clubs
| Club                        | Pays   | De        | À         |
| --------------------------- | ------ | --------- | --------- |
| Club Italia                 | Italie | 2009-2010 | 2010-2011 |
| VBC Casalmaggiore           | Italie | 2011-2012 | 2011-2012 |
| Azzurra Volley San Casciano | Italie | 2012-2013 | …         |

## Palmarès

### Équipe nationale
- Championnat d'Europe des moins de 20 ans
  - Vainqueur : 2010.
- Championnat du monde des moins de 20 ans
  - Vainqueur : 2011.

### Clubs
- Coupe d'Italie A2
  - Vainqueur : 2014.